# 厄爾巴索縣 (德克薩斯州)
厄爾巴索縣（英語：El Paso County）是美国德克萨斯州最西部的一個縣，北鄰新墨西哥州，南鄰墨西哥奇瓦瓦州，格蘭德河在西界流過，面積2,628平方公里。根據2020年美國人口普查，本縣共有人口86萬5,657人。本縣縣治為厄爾巴索。本縣是組成跨佩科斯區域的九個縣之一。儘管本縣是跨佩科斯區域面積最小的縣，但仍是該區域人口最多的縣。本縣與哈得斯佩斯縣是德克薩斯州僅有的兩個位於北美山區時區而非北美中部時區的縣份。
本縣於1848年成立，是最早成立的17個縣之一。縣名在西班牙语有「山口」的意思，指的是被格蘭德河沖刷的兩岸。

## 地理

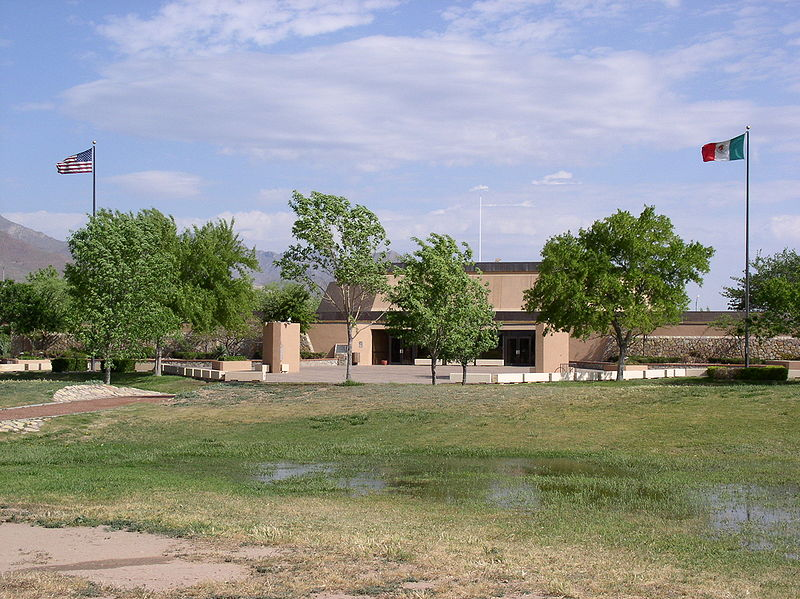
賈米森國家紀念區

根據2000年人口普查，厄爾巴索縣的總面積為1,015平方英里（2,630平方），其中有1,013平方英里（2,620平方），即99.8%為陸地；2平方英里（5.2平方），即0.2%為水域。

### 毗鄰縣和直轄市
- 新墨西哥州 唐娜安娜縣：西方
- 新墨西哥州 奧特羅縣：東北方
- 德克薩斯州 哈得斯佩斯縣：東方
- 墨西哥 奇瓦瓦州 普拉塞迪斯·G·格雷羅直轄市（英语：Práxedis G. Guerrero Municipality）：東南方
- 墨西哥 奇瓦瓦州 瓜達盧佩直轄市（英语：Guadalupe Municipality, Chihuahua）：南方
- 墨西哥 奇瓦瓦州 華雷斯直轄市（英语：Juárez Municipality, Chihuahua）：西南方

### 國家保護區
- 賈米森國家紀念區（英语：Chamizal National Memorial）
- 埃爾卡米諾雷亞爾提厄特羅國家景觀河川（部分）

## 人口
| 调查年            | 人口    | 备注 | %±     |
| ----------------- | ------- | ---- | ------ |
| 1860              | 4,051   |      | —      |
| 1870              | 3,671   |      | −9.4%  |
| 1880              | 3,845   |      | 4.7%   |
| 1890              | 15,678  |      | 307.8% |
| 1900              | 24,886  |      | 58.7%  |
| 1910              | 52,599  |      | 111.4% |
| 1920              | 101,877 |      | 93.7%  |
| 1930              | 131,597 |      | 29.2%  |
| 1940              | 131,067 |      | −0.4%  |
| 1950              | 194,968 |      | 48.8%  |
| 1960              | 314,070 |      | 61.1%  |
| 1970              | 359,291 |      | 14.4%  |
| 1980              | 479,899 |      | 33.6%  |
| 1990              | 591,610 |      | 23.3%  |
| 2000              | 679,622 |      | 14.9%  |
| 2010              | 800,647 |      | 17.8%  |
| 2012年估计        | 827,398 |      | 3.3%   |
| [ 7 ] [ 8 ] [ 9 ] |         |      |        |

根據2000年人口普查，厄爾巴索縣擁有679,622居民、210,022住戶和166,127家庭。其人口密度為每平方英里671居民（每平方公里259居民）。本縣擁有224,447間房屋单位，其密度為每平方英里222間（每平方公里86間）。而人口是由73.95%白人、3.06%黑人、0.82%原住民、0.98%亞裔、0.1%太平洋岛民、17.91%其他種族和3.19%混血构成。而西班牙裔或拉丁美洲人佔了人口78.23%。
在210,022住户中，有44.9%擁有一個或以上的兒童（18歲以下）、56.7%為夫妻、18%為單親家庭、20.9%為非家庭、17.8%為獨居、6.7%住戶有同居長者。平均每戶有3.18人，而平均每個家庭則有3.63人。在679,622居民中，有32%為18歲以下、10.6%為18至24歲、29.3%為25至44歲、18.4%為45至64歲以及9.7%為65歲以上。人口的年齡中位數為30歲，女子對男子的性別比為100：93.2。成年人的性別比則為100：88.7。
本縣是美國第四貧窮縣。本縣
的住戶收入中位數為$31,051，而家庭收入中位數則為$33,410。男性的收入中位數為$26,882，而女性的收入中位數則為$20,722，人均收入為$13,421。約20.5%家庭和23.8%人口在貧窮線以下，包括31.5%兒童（18歲以下）及18.5%長者（65歲以上）。